# Hietasaari (ö i Lappland, Tornedalen)
Hietasaari är en ö i Finland. Den ligger i Torne älv och i kommunen Övertorneå i den ekonomiska regionen  Tornedalens ekonomiska region  och landskapet Lappland, i den norra delen av landet, 700 km norr om huvudstaden Helsingfors. Öns area är 1,1 hektar och dess största längd är 180 meter i öst-västlig riktning.